# Mitrova
Mitrova (cyr. Митрова) – wieś w Serbii, w okręgu raskim, w gminie Tutin. W 2011 roku liczyła 974 mieszkańców.